# Río Kolva
El río Kolva (del ruso: Колва) es un río de Rusia, afluente por la derecha del Víshera, subafluente del Kama, y por tanto en la cuenca hidrográfica del Volga.

## Geografía
Tiene una longitud de 460 km. Riega el krai de Perm. Su cuenca tiene una superficie de 13.500 km². Nace en la montaña Kólvinski Kamen (575 m), en el extremo nordeste del krai sobre los contrafuertes occidentales de los Urales septentrionales, cerca de la frontera de la República Komi.
El Kolva permanece bajo el hielo desde principios de noviembre a finales de abril y a principios de mayo. Su régimen es principalmente nival. Es navegable en sus últimos 200 km. Desemboca en el Víshera un poco más abajo de Cherdyn.
Sus principales afluentes son el Beriózovaya (por la izquierda) y el Vísherka (por la derecha).